# 水響曲
『水響曲』（すいきょうきょく）は、斉藤由貴のデビュー35周年記念の初のセルフカバー・アルバム。デビュー記念日である2021年2月21日にビクターエンタテインメントからリリース。

## 解説
斉藤のアルバムで唯一ヤマハミュージックコミュニケーションズから発売された『ETERNITY』より6年ぶりの新作。ビクターエンタテインメント移籍第一弾。

## 制作
音楽プロデューサーはデビュー曲「卒業」から11作連続でシングルの編曲を担当していた武部聡志。『TO YOU』以来、22年ぶりのアルバム全面プロデュース。
テーマは「包み隠さず、ありのままの斉藤由貴を届ける」。
全曲アコースティック風リアレンジバージョンになっており、1985年から1987年までに発表された楽曲が発表順に収録されている。
初回限定盤は新たにマスタリングを施したオリジナル・バージョン全曲を収録した特典ディスク付。
アルバムタイトルは、斉藤の頭に浮かんだ漢字「水」と、武部がタイトルに使いたいと思った漢字「響」を基にした造語。
ビクターエンタテインメントの本作紹介ページには各界著名人からのお祝いコメントのPDFが添付されている。

## チャート成績
2021年3月1日付オリコン週間アルバムランキングでは13位、同日付Billboard Japan Hot Albums Chartでは22位にランクインした。

## コンサートツアー
本作を携えたツアー「斉藤由貴 ～Billboard Live Tour "水響曲" featuring 武部聡志～」が2021年3月から4月にかけて、大阪・横浜・東京で開催される予定。

## 収録曲

### DISC1
1. 卒業（2021 version）
2. 白い炎（2021 version）
3. AXIA 〜かなしいことり〜（2021 version）
4. 初戀（2021 version）
5. 情熱（2021 version）
6. 悲しみよこんにちは（2021 version）
7. 青空のかけら（2021 version）
8. MAY（2021 version）
9. 砂の城（2021 version）
10. 「さよなら」（2021 version）

### DISC2（初回限定盤のみ）
1. 卒業
2. 白い炎
3. AXIA 〜かなしいことり〜
4. 初戀
5. 情熱
6. 悲しみよこんにちは
7. 青空のかけら
8. MAY
9. 砂の城
10. 「さよなら」